# Boris Katorgin
Boris Ivanovitj Katorgin (ryska: Борис Иванович Каторгин), född 13 oktober 1934 i Solnetjnogorsk, är en rysk forskare känd för att ha utvecklat kommersiellt framgångsrika raketmotorsystem.

## Karriär
Katorgin tog 1958 examen vid det statliga tekniska Baumanuniversitetet i Moskva (ryska: Московский государственный технический университет имени Н. Э. Баумана) och blev 1983 teknologie doktor. Han anställdes 1958 vid raketmotortillverkaren NPO Energomash (ryska: НПО Энергомаш) och var bolagets verkställande direktör och chefsdesigner mellan 1991 och 2005. Katorgin blev 2003 fullvärdig ledamot av Rysslands Vetenskapsakademi.
Katorgin är främst känd för sitt arbete med kryotekniska vätskeraketmotorer. Han var verkställande direktör och chefsdesigner vid NPO Energomash under utvecklingen av motorn RD-180 som har exporterats till USA för drift av Atlas III- and Atlas V-raketer. Han deltog också i arbetet med utvecklingen av den tidigare och dubbelt så kraftfulla raketmotorn RD-170. År 2000, då den första Atlas III-raketen med RD-180 togs i drift, ansågs motorn vara 15 till 20 procent bränsleeffektivare än konkurrerande system. Katorgin har också utforskat nukleär plusframdrift, kemiska lasrar och supraledande system för kraftöverföring.
2012 tilldelades Katorgin tillsammans med Valerij Kostiuk och Rodney John Allam utmärkelsen Global Energy Prize för sin forskning och utveckling rörande raketmotorer med hög verkningsgrad och kryogener som bränsle.